# Tórtora cucut de Mackinlay
La tórtora cucut de Mackinlay (Macropygia mackinlayi) és una espècie d'ocell de la família dels colúmbids (Columbidae) que habita boscos clars a Melanèsia, a les illes Bismarck, Salomó, Santa Cruz, Banks i Vanuatu.

## Descripció
La tórtora cucut de Mackinlay és un petit ocell marró grisenc o marró vermellós; aquests dos morfos de color diferents són únics entre els coloms. Mesura de 27 a 31 cm de longitud, i pesa uns 87 grams. Té un bec relativament curt. Les plomes del pit tenen la base negre i estan bifurcades, la manca de la punta de la ploma deixa al descobert la base de les plomes adjacents i dóna al pit un aspecte de taques. El juvenil és barrat i similar les femelles o al juvenil de tórtora cucut becfina (M. amboinensis).
És similar en aparença a la tórtora cucut becfina (Macropygia amboinensis) que és relativament més grossa, té un bec més llarg, i les parts superiors són de color marró més fosc que les parts inferiors. En les femelles d'aquesta espècie, el pit està barrat amb negre per sobre i per sobre, i les plomes del pit no es bifurquen.
També és similar a la tórtora cucut becnegra (M. nigrirostris) que és lleugerament més grossa i té un plomatge marró vermellós més abundant, però no el cap que el té més pàl·lid i les parts inferiors també són diferents. Les parts inferiors de la femella de tórtora cucut becnegra també són vermelles però no tan pujat, les plomes no són bifurcades i el pit no té les taques negres de la tórtora cucut de Mackinlay.

## Estat i conservació
Des de 1998, la tórtora cucut de Mackinlay ha estat classificada com una espècie de risc mínim a la Llista Vermella d'Espècies Amenaçades de la UICN. La raó és que té un rang molt gran -més de 20.000 km²- i perquè té una tendència poblacional estable. A més, tot i que no s'han determinat els nombre real de població, es creu que estan per sobre dels 10.000 exemplars, que està per sobre del criteri per garantir una qualificació vulnerable. Es creu que es troba comunament a la majoria de les illes de la seva àrea de distribució, però rarament es troba a Nova Bretanya i a Aneityum. No hi ha amenaces importants conegudes per a aquesta espècie.

## Taxonomia
Es reconeixen dues subespècies:
- M. m. arossi (Tristram, 1879) - Illa Karkar (est i nord-est de Nova Guinea), petites illes de l'arxipèlag de Bismarck, i des de les illes Buka a Makira i Rennell de les illes Salomó.
- M. m. mackinlayi (Ramsay,1878) - Província de Temotu (illa Santa Cruz, sud-est de les illes Salomó) i illa de Banks passant per Anatom (sud de Vanuatu)